# Hunan Valin Steel
Hunan Valin Steel Co., Ltd. (SZSE: 000932) er en statsejet kinesisk stålproducent med hovedkvarter i Changsha, Hunan. Den blev etableret i 1997.